# Court BE
| BE ist das Kürzel für den Kanton Bern in der Schweiz. Es wird verwendet, um Verwechslungen mit anderen Einträgen des Namens Court zu vermeiden. |

Court ist eine politische Gemeinde im Verwaltungskreis Berner Jura des Kantons Bern in der Schweiz.

## Geographie
Court liegt auf 666 m ü. M., 5 km südwestlich von Moutier (Luftlinie). Das ehemalige Strassenzeilendorf erstreckt sich im Kettenjura, beidseits der Birs, im östlichen Teil des Juralängstals Vallée de Tavannes, an der Stelle, wo die Birs das Talbecken nach Norden durch die Klus von Court (französisch Gorges de Court) verlässt.
Die Fläche des 24,6 km² grossen Gemeindegebiets umfasst den östlichsten Abschnitt des Talbeckens Vallée de Tavannes, das im Norden von den Antiklinalen des Mont Girod (1045 m ü. M.) und des Graitery (1280 m ü. M.) begrenzt wird. Zwischen diesen beiden Höhen hat die Birs eine charakteristische Juraklus (Durchbruchstal durch eine Antiklinale) geschaffen, die 400 bis 600 m hohe, von Felswänden aus Kalkstein durchzogene Talflanken aufweist und einen optimalen Einblick in die Schichtungsstruktur der Graitery-Kette gewährt. Nach Süden reicht das Gemeindegebiet bis auf den Kamm der Montoz-Kette, deren Nordhang dicht bewaldet ist (Envers de Montoz). Hier wird auf einer Krete westlich des Grenchenbergs mit 1405 m ü. M. der höchste Punkt von Court erreicht. Auf den Kämmen von Mont Girod, Graitery und Montoz befinden sich die typischen Jurahochweiden mit einzeln oder in Gruppen stehenden grossen Fichten. Im Osten umfasst das Gebiet das Tal des Baches Chaluet, der unterhalb von Court, kurz vor dem Eingang in die Klus, in die Birs mündet. Von der Gemeindefläche entfielen 1997 4 % auf Siedlungen, 61 % auf Wald und Gehölze, 34 % auf Landwirtschaft und etwas weniger als 1 % war unproduktives Land.
Zu Court gehören die Siedlung Les Condemines (670 m ü. M.) am Chaluet-Bach östlich von Court sowie zahlreiche Einzelhöfe. Nachbargemeinden von Court sind Romont, Sorvilier, Champoz, Moutier und Eschert im Kanton Bern sowie Welschenrohr-Gänsbrunnen, Selzach und Grenchen im Kanton Solothurn.

## Bevölkerung
| Bevölkerungsentwicklung | Bevölkerungsentwicklung |
| Jahr                    | Einwohner               |
| ----------------------- | ----------------------- |
| 1850                    | 581                     |
| 1900                    | 1082                    |
| 1910                    | 1207                    |
| 1930                    | 1200                    |
| 1950                    | 1355                    |
| 1960                    | 1493                    |
| 1970                    | 1550                    |
| 1980                    | 1480                    |
| 1990                    | 1396                    |
| 2000                    | 1349                    |
| 2022                    | 1394                    |

Mit 1380 Einwohnern (Stand 31. Dezember 2023) gehört Court zu den grösseren Gemeinden des Berner Juras. Von den Bewohnern sind 89,1 % französischsprachig, 6,6 % deutschsprachig und 1,0 % portugiesischsprachig (Stand 2000). Die Bevölkerungszahl von Court nahm vor allem um 1900 stark zu. Nach einem Höchststand um 1970 wurde seither insgesamt ein rückläufiger Trend verzeichnet.

## Politik
Gemeindepräsidentin ist seit 2022 Nathalie Schranz (parteilos).
Bei den Nationalratswahlen 2023 betrugen die Wähleranteile in Court (in Klammern die Veränderung im Vergleich zu den Wahlen 2019 in Prozentpunkten): SVP 53,55 % (+5,22), SP 16,41 % (+7,20), FDP 11,18 % (+5,34), EVP 4,67 % (+1,70), Grüne 4,36 % (−4,28), EDU 3,48 % (+1,44), glp 2,31 % (+1,01), Mitte 1,83 % (−17,00), SD 0,78 % (+0,50).

## Wirtschaft
Schon ausgangs des Mittelalters wurden in Court neben der landwirtschaftlichen Tätigkeit auch Schmelzöfen betrieben, in denen das Eisen aus den Erzgruben der Umgebung verarbeitet wurde. Ausserdem gab es 1658–1738 im Tal des Chaluet-Bachs vier Glashütten. Ende des 19. Jahrhunderts entwickelte sich Court zu einer Industriegemeinde, die sich auf die Uhrmacherei und die Maschinenherstellung spezialisierte. Diese beiden Industriebranchen haben auch heute noch die grösste Bedeutung im Dorf, daneben gibt es aber noch zahlreiche kleinere Betriebe.

## Verkehr

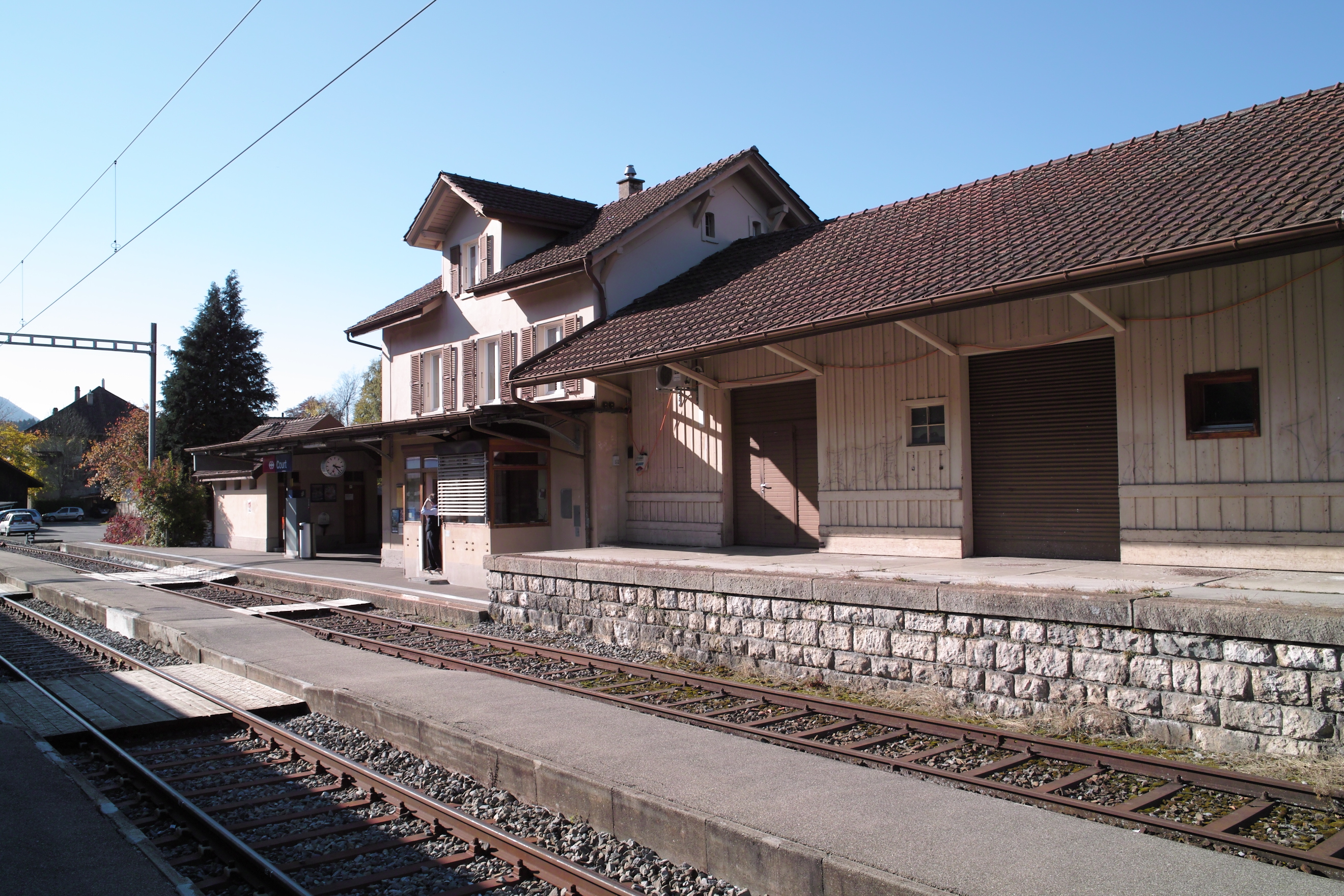
Bahnhof Court

Die Gemeinde ist verkehrsmässig gut erschlossen. Sie liegt an der rege befahrenen Hauptstrasse von Delémont nach Tavannes. Die 2017 fertiggestellte Autobahn A16 führt durch das Vallée de Tavannes und verbindet das schweizerische Nationalstrassennetz mit dem französischen Autobahnnetz. Am 16. Dezember 1876 wurde die Eisenbahnstrecke von Court nach Tavannes eingeweiht, am 24. Mai 1877 folgte die Fortsetzung durch die Gorges de Court nach Moutier.

## Geschichte

Darstellung der Birs in den Gorges de Court von 1802

Luftbild (1947)

Die erste schriftliche Erwähnung von Court erfolgte 1148 unter dem Namen Cort, 1179 erscheint die Bezeichnung Curt. Das Dorf unterstand bis zum Ende des 18. Jahrhunderts der Propstei Moutier-Grandval. Von 1797 bis 1815 gehörte Court zu Frankreich und war anfangs Teil des Département Mont-Terrible, das 1800 mit dem Département Haut-Rhin verbunden wurde. Durch den Entscheid des Wiener Kongresses kam der Ort 1815 an den Kanton Bern zum Bezirk Moutier. 1996–1998 wurden in einem Seitentälchen der Birs westlich von Court Ausgrabungen durchgeführt, die die Siedlungswüstung des ehemaligen Dorfes Minvilier (oder Mévilier) zutage förderten. Dieses Dorf war vom 12. bis zum 15. Jahrhundert besiedelt und wurde dann vermutlich infolge einer Pestepidemie verlassen.

## Sehenswürdigkeiten

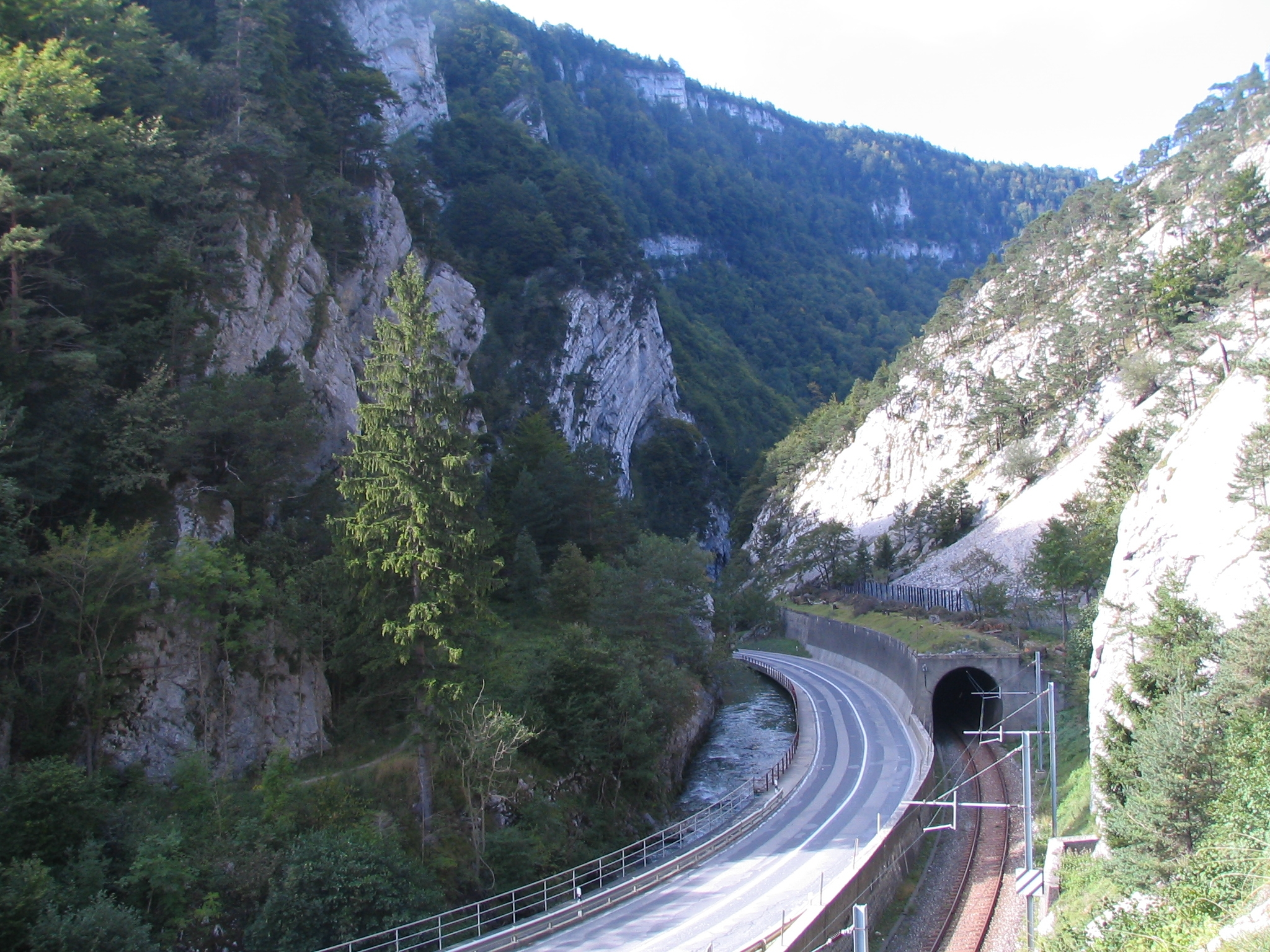
Die Gorges de Court von Süden gesehen mit Wanderweg, Birs, Hauptstrasse und Eisenbahn.

Die heutige reformierte Dorfkirche wurde 1861–1864 im neugotischen Stil errichtet. Court gehörte bis zur Aufgabe des Dorfes zur Pfarrei Minvilier. Später wurde eine Kirche in Vélé zwischen Sorvilier und Court erbaut, deren Friedhof noch vorhanden ist. Seither bilden Court und Sorvilier eine Pfarreigemeinde. Aus der Zeit um 1800 stammt das Hôtel de l’Ours, das nach einem Brand 1985 wiederhergerichtet wurde.
In der Gorges de Court (Klus in Richtung Moutier) befindet sich ein Naturwaldgebiet. Das Gebiet wird seit dem Jahr 2000 während einer Dauer von 50 Jahren nicht genutzt, sondern der Natur überlassen. Das steile Gebiet kann gut von einem Wanderweg entlang der Birs besichtigt werden.

## Persönlichkeiten
In Court geboren wurden
- Samuel Gottlieb Gross (1779–1860), General in neapolitanischen Diensten, Sohn des Pastors von Court Jean-Jacques Gross (1740–1797)
- Roger Beuchat (* 1972), Radrennfahrer

## Bilder

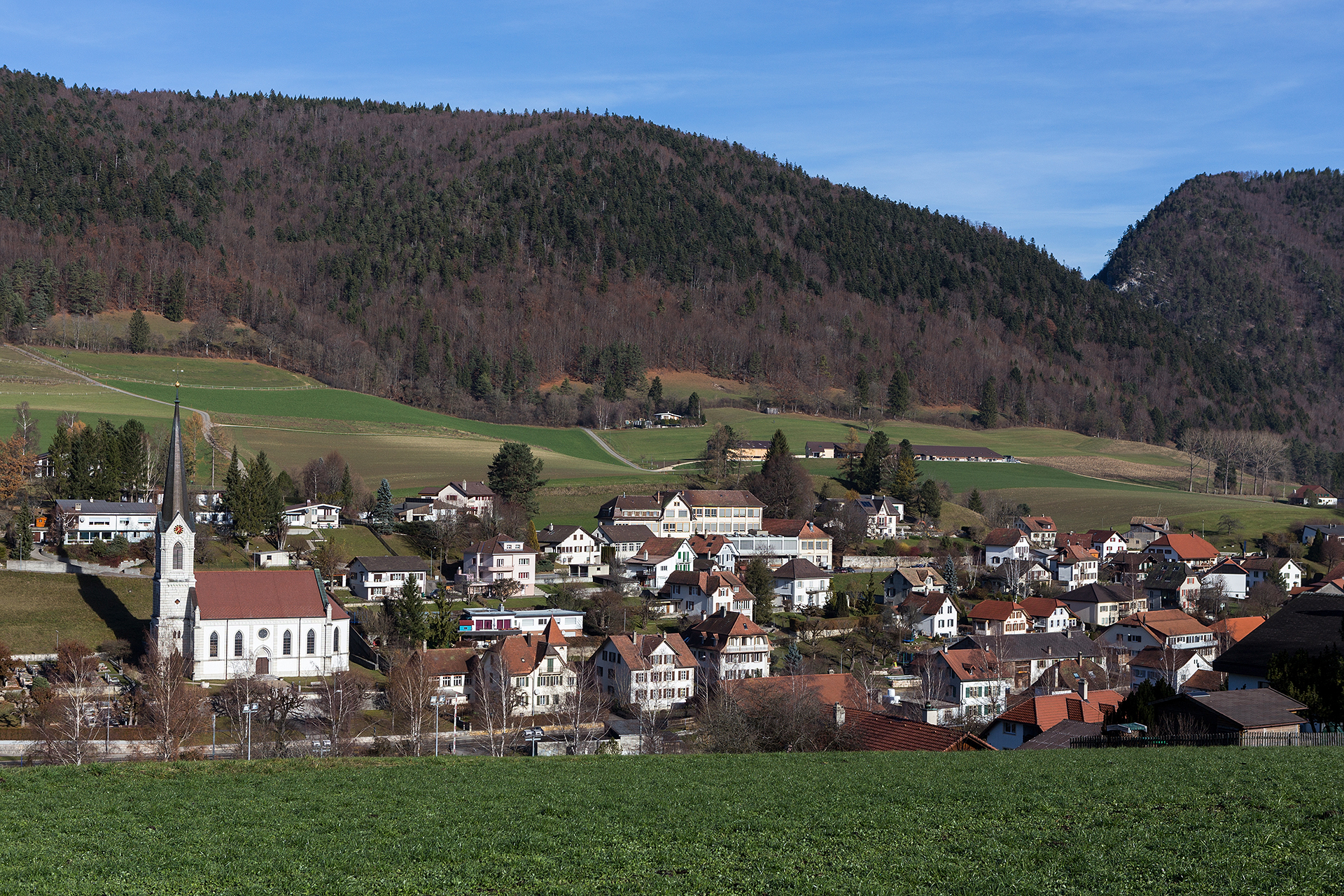
Court, nordöstlicher Dorfteil
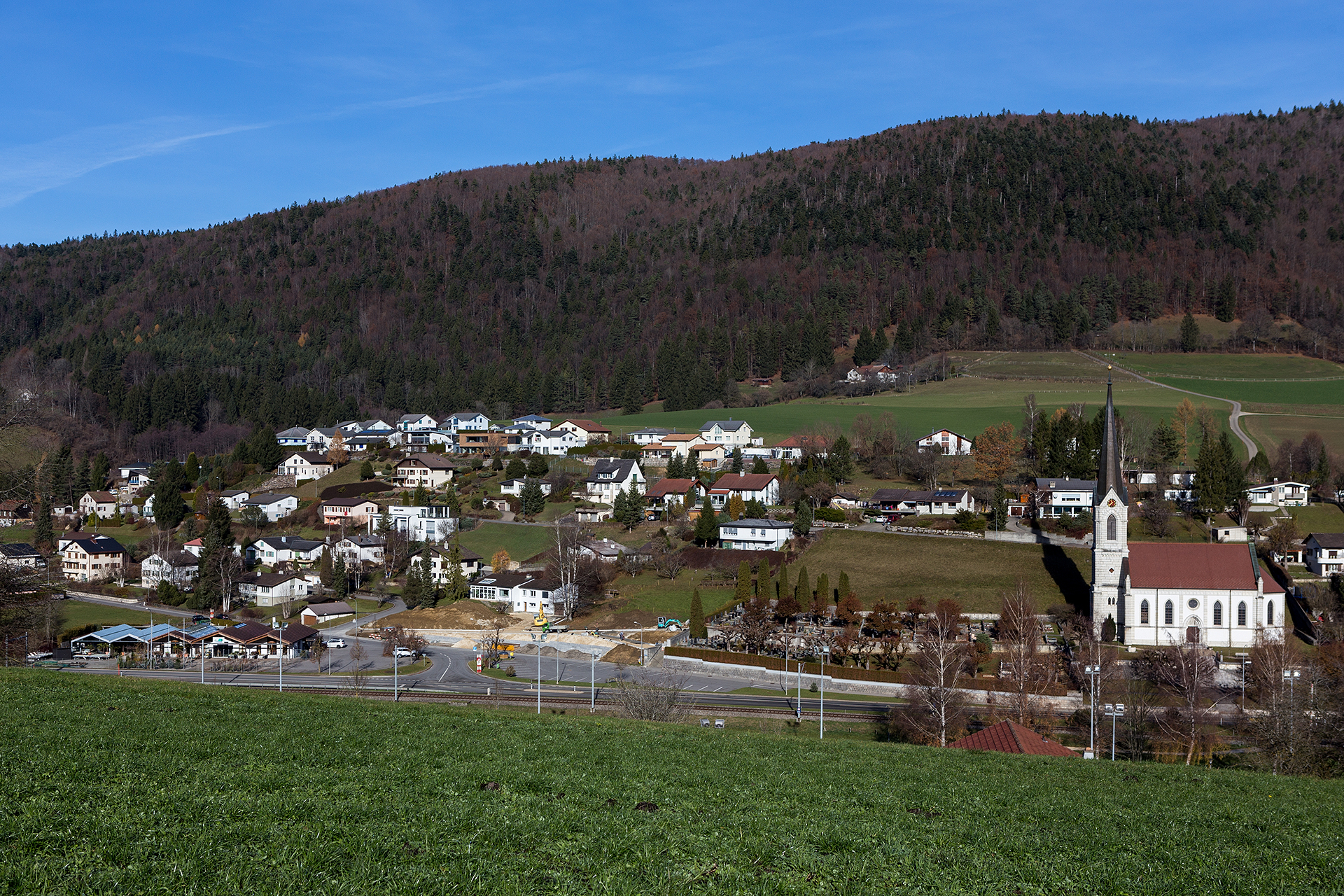
Court, nordwestlicher Dorfteil
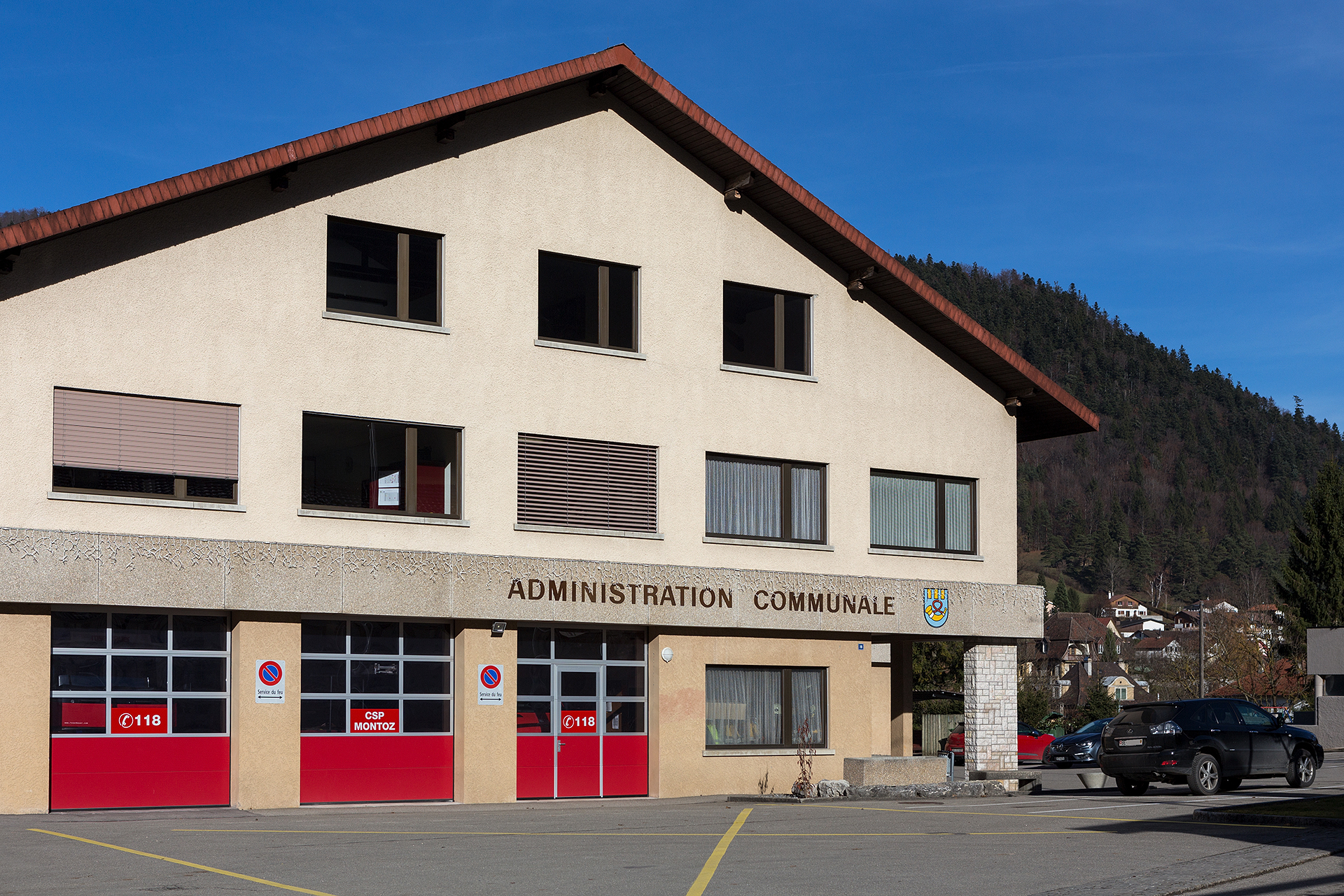
Gemeindeverwaltung
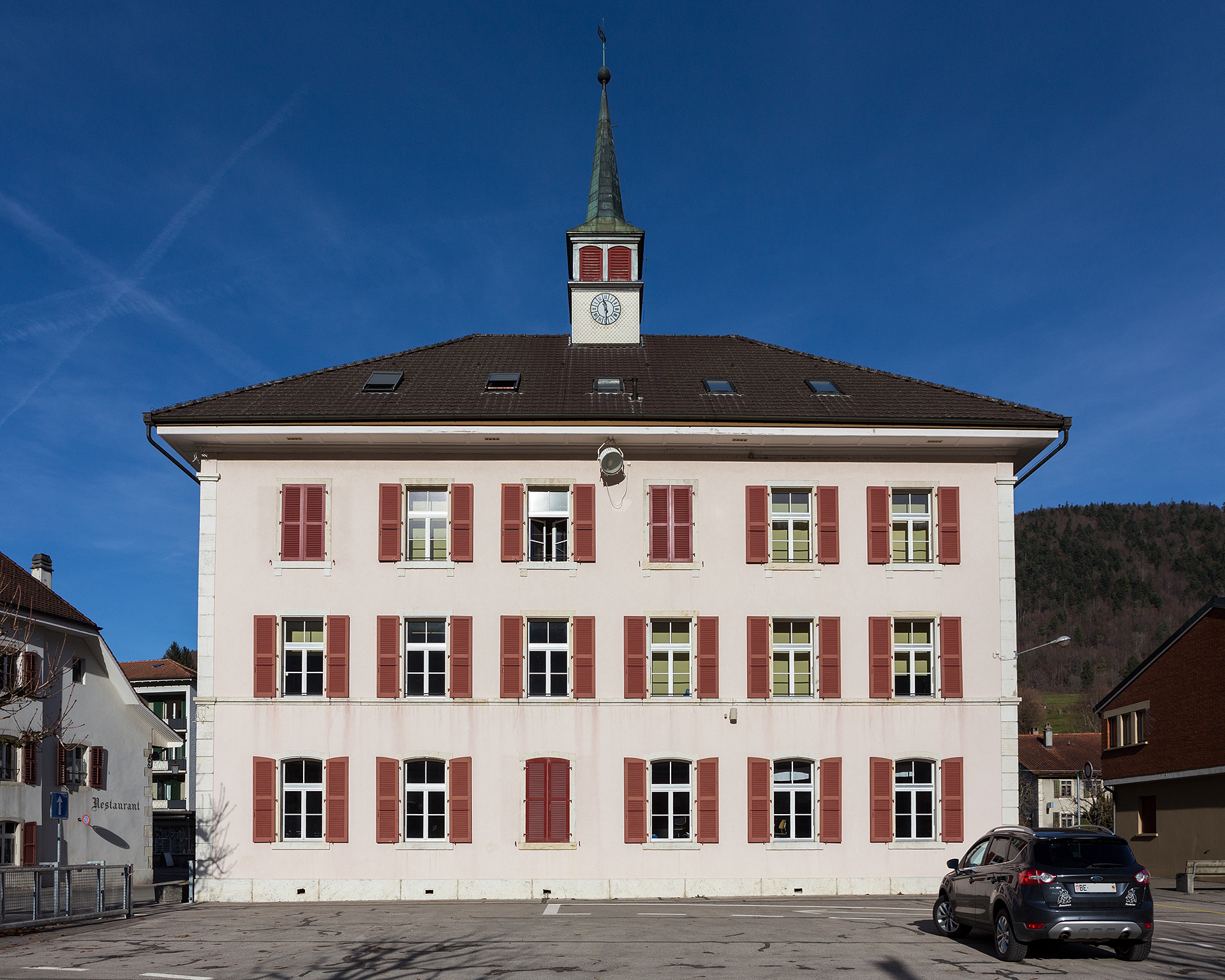
Schulhaus
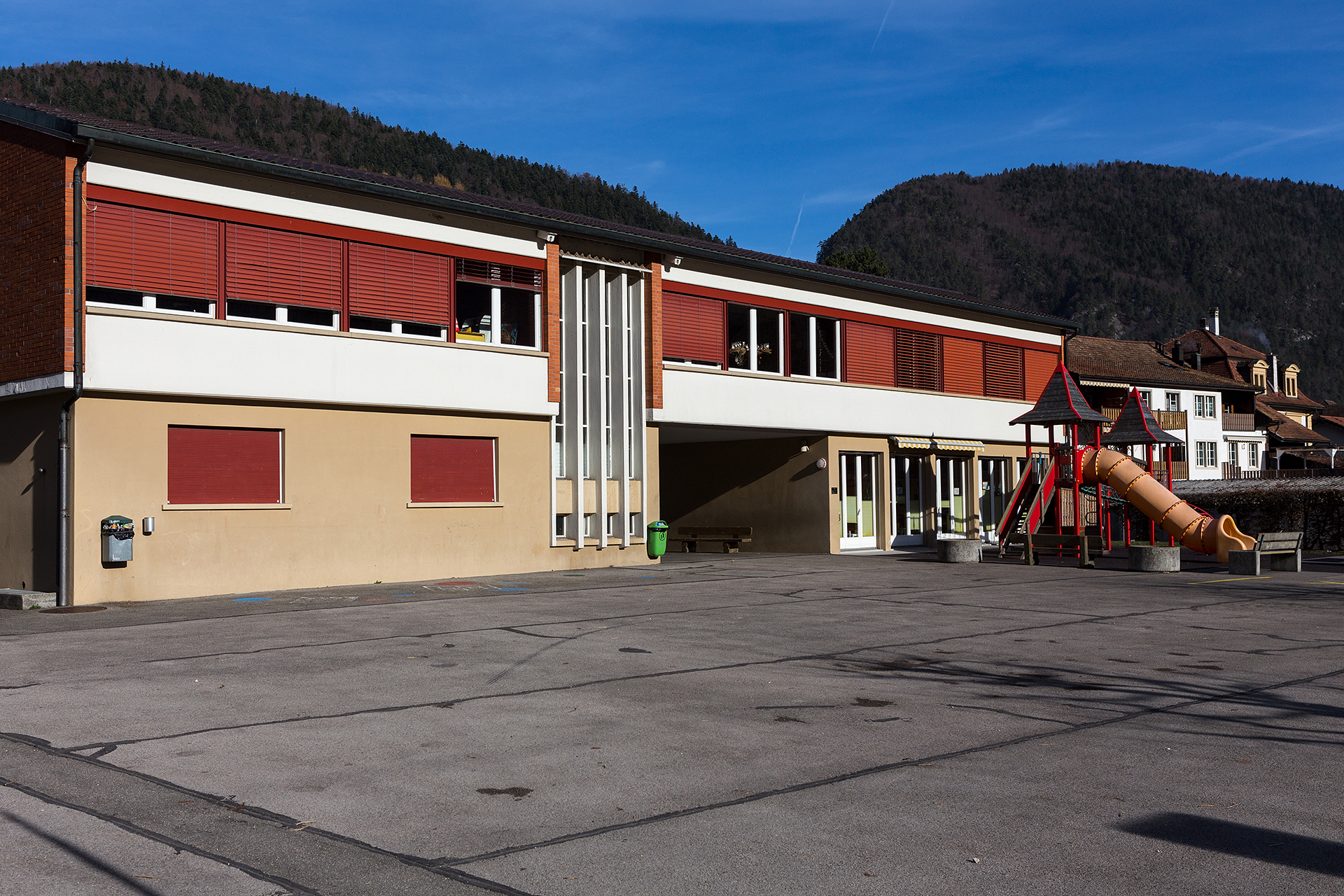
Schulhaus
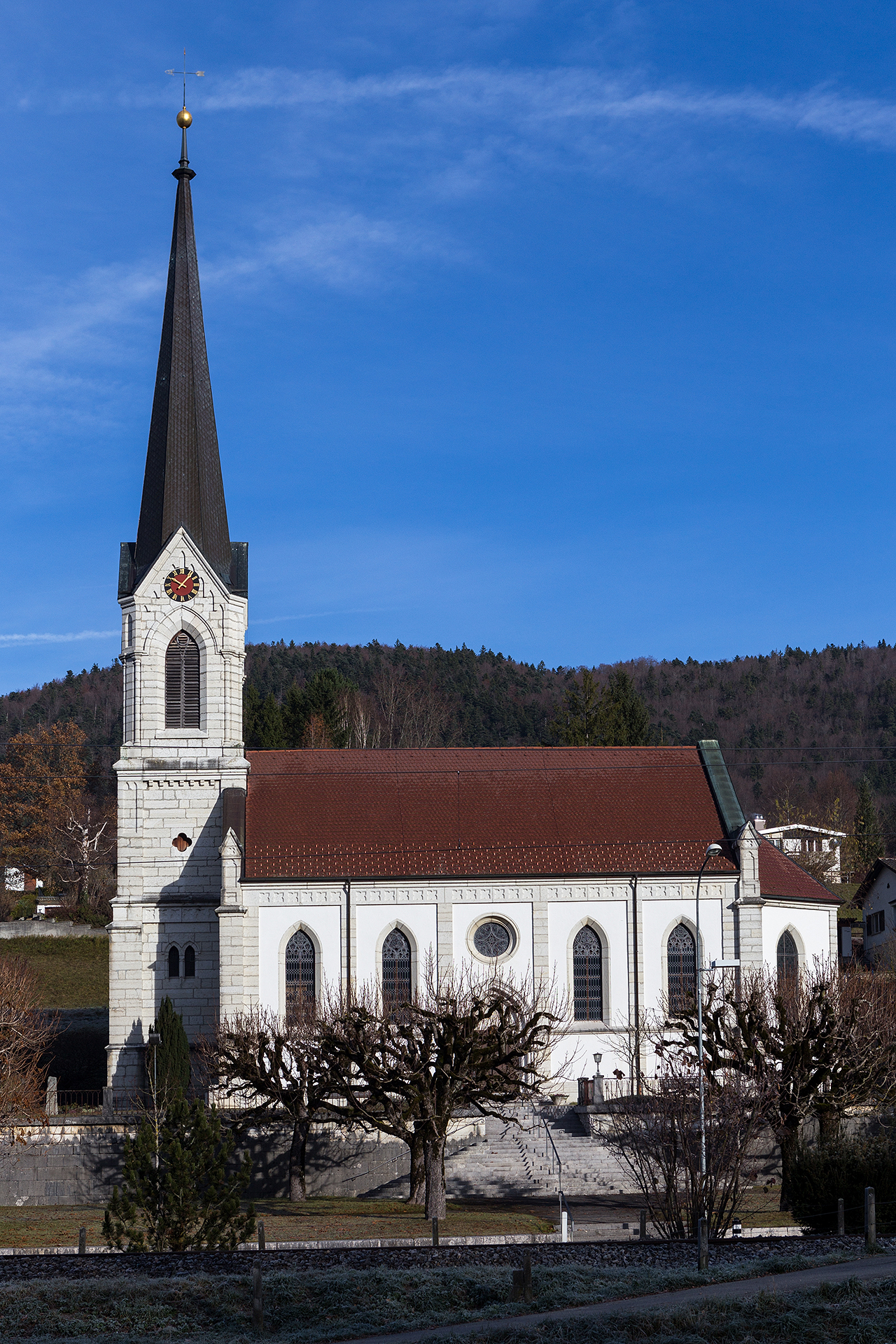
Reformierte Kirche
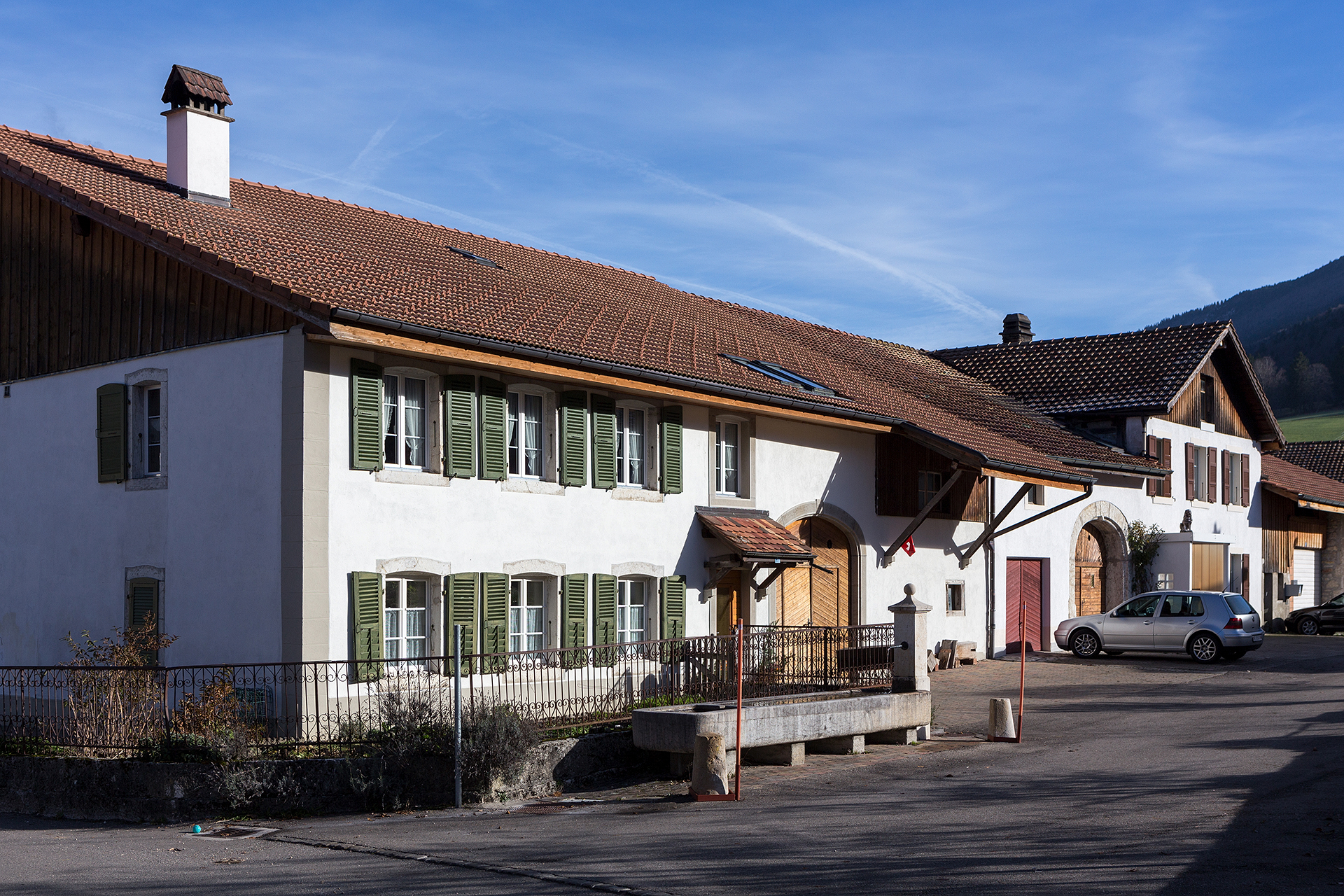
Alte Bauernhäuser